# Carter Jefferson
Carter Jefferson (Washington D.C., 30 november 1945 – Krakau, 9 december 1993) was een Amerikaanse jazzsaxofonist.

## Biografie
Jefferson begon als klarinettist en werkte in de achtergrondbands van The Temptations, The Supremes en Little Richard. In 1971 ging hij naar New York om te studeren, waar hij twee jaar werkte bij Mongo Santamaría en in 1973 lid was van Art Blakey's Jazz Messengers. Van 1977 tot 1980 werkte hij met Woody Shaw (Bazel, 1980) en begin jaren 1980 in de formatie Unity van trompettiste Barbara Donald. Hij werkte mee aan meerdere van haar albums. 1978 verscheen The Rise Of Atlantis met Jefferson als orkestleider, waarin o.a. de pianist Harry Whitaker meewerkte. Jefferson heeft ook gewerkt met muzikanten als Elvin Jones, Roy Haynes, Cedar Walton, Jerry Gonzalez & The Fort Apache Band, Malachi Thompson, Shunzo Ohno en Masters of Suspense van Jack Walrath.

## Overlijden
Carter Jefferson overleed in december 1993 op 48-jarige leeftijd.

## Discografie
- 1978: The Rise of Atlantis met Terumasa Hino, Harry Whitaker, Clint Houston, Victor Lewis, Steve Thornton, Lani Groves, Shunzo Ono, John Hicks (Timeless Records)

- Bibsys: 14010295
- Bibliothèque nationale de France: cb13949149r (data)
- Gemeinsame Normdatei: 134701933
- International Standard Name Identifier: 0000 0000 5515 6572
- Library of Congress Control Number: n93044655
- MusicBrainz: d64c6ba4-45b6-4076-8d7e-5caeabff442e
- Nationale Bibliotheek van Israël: 987007368923505171
- Système universitaire de documentation: 156625377
- Virtual International Authority File: 7579882
- WorldCat: E39PBJwMDMRkvdYRxC7rFgptrq